# Куда идёт Англия?
«Куда идёт Англия?» — книга Льва Троцкого, в которой автор предсказывал начало революции в Великобритании; впервые опубликована в 1925 году.

## Переводы
После выхода русскоязычной версии, книга появилась в переводах на английском, французском, немецком, итальянском, японском и других языках.

## Критика
Британский экономист Дж. М. Кейнс критически оценил стиль и содержание книги в статье «Троцкий об Англии»:

Одно из сегодняшних предуведомлений к этой книге гласит: «Он захлебывается банальностями, подобно голосу фонографа с испорченной пластинки». Я предполагаю, что Троцкий книгу диктовал. В её английском одеянии это проявляется в запутанном течении хвастливой болтовни, которая так характерна для современной революционной литературы, переведенной с русского. Её догматический тон в разговоре о наших делах, где даже редкие прозрения автора покрыты облаками неизбывного незнания того, о чем он говорит, не поддается комментарию для английского читателя.— 

## Текст книги
- Текст книги на русском языке
- Текст книги на английском языке